# Julius von Payer

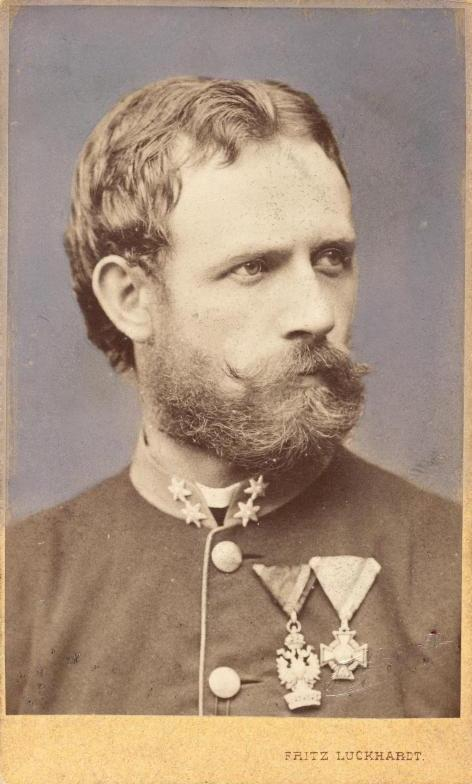
Julius von Payer.

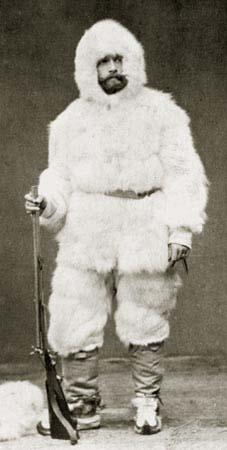
Julius von Payer

Julius Johannes Ludovicus Ritter von Payer (Schönau (nu als Šanov onderdeel van Teplice, Bohemen (nu Tsjechië)), 2 september 1841 - Veldes (nu Bled, Oberkrain (nu Gorenjska), Oostenrijk-Hongarije (nu Slovenië)), 19 augustus 1915) was een Oostenrijks-Hongaarse poolonderzoeker en een poollandschapschilder.

## Biografie
Payer werd geboren als zoon van Franz Anton Rudolf Payer, een gepensioneerde officier die overleed toen Julius 14 was. Hij volgde onderwijs aan de k.k. (kaiserlich österreichisch/königlich böhmisch) cadettenschool in Lobzowa nabij Krakau (nu onderdeel van deze stad in het huidige Polen). Van 1857 tot 1859 studeerde hij aan de Theresiaanse Militaire Academie in Wiener Neustadt (nabij Wenen). In 1859 diende hij als onderluitenant in het 36e infanterieregiment in de Noord-Italiaanse stad Verona en overleefde dat jaar de Slag bij Solferino. Van 1860 tot 1863 diende hij vervolgens in het garnizoen in Verona. In 1863 werd hij aangesteld als geschiedenisleraar aan de cadettenschool in de Oostenrijkse stad Eisenstadt. Hij werd daarop bevorderd tot luitenant eerste klasse en ingedeeld bij het garnizoen in Venetië.
In 1862 begon hij in zijn vrije tijd met bergwandelingen in de Italiaanse Alpen en Hohe Tauern. Het jaar erop besteeg hij de hoogste berg van Oostenrijk, de Großglockner. In 1864 werd hij aangesteld als commandant van het lagunefort Lombardo bij Chioggia en begon vervolgens met bergbeklimmingen in de Adamello-Presanellagroep en de Ortlergroep. Hij was de eerste die de Adamello (3554 meter) beklom. Tijdens zijn tochten beschreef hij het gebied en maakte hij een topografische kaart (schaal 1:56.000) van het gebied, waarvoor hij werd beloond met een baan bij het Oostenrijks Militair Cartografisch Instituut in Wenen. Door de Universiteit van Halle werd hij vanwege zijn bergonderzoek en publicaties daarover in 1868 benoemd tot eredoctor (ehrenhalber dr. phil.).
Twee jaar eerder (op 24 juni 1866) nam hij deel aan de Slag bij Custoza, waar hij twee kanonnen wist buit te maken, waarvoor hij werd onderscheiden.
In 1868 werd hij uitgenodigd door de Duitse geograaf August Petermann om deel te nemen aan de tweede Duitse Noordpoolexpeditie (Germania onder Carl Koldewey), waaraan hij vervolgens meedeed van 1869 tot 1870. In 1871 nam hij samen met Karl Weyprecht deel aan een Oostenrijks-Hongaarse expeditie naar Nova Zembla. In 1872 had hij met Weyprecht de leiding over de grote Oostenrijks-Hongaarse Noordpoolexpeditie, die leidde tot de herontdekking van een archipel in het noorden van de Noordelijke IJszee, die tot dan toe "Rönnebeck-Land" werd genoemd (naar Nils Fredrik Rönnebeck die het in 1868 bezocht) en door Payer en Weyprecht werd hernoemd tot Frans Jozefland. Na zijn terugkeer werden hun verhalen over het bestaan van de archipel en hun belevenissen onderweg door veel critici in twijfel getrokken. Hoewel Payer op grond van ooggetuigenverklaringen, dagboeken en wetenschappelijke schetsen kon aantonen dat zijn verhaal klopte, vertrouwden veel officieren het toch niet en zijn onofficiële geplande bevordering tot hoofdman werd daarop ingetrokken. Payer was in zijn eer gekrenkt en nam ontslag met een honorarium van 44 guldens.
Op 24 oktober 1876 werd hij verheven in de Oostenrijkse adel wat hem en zijn nakomelingen verzekerde van de titel "Ritter von" (mannelijke nakomelingen) en "von" (vrouwelijke nakomelingen). In 1877 trouwde hij met de ex van een bankier uit Frankfurt am Main en kreeg met haar twee kinderen, Jules en Alice.

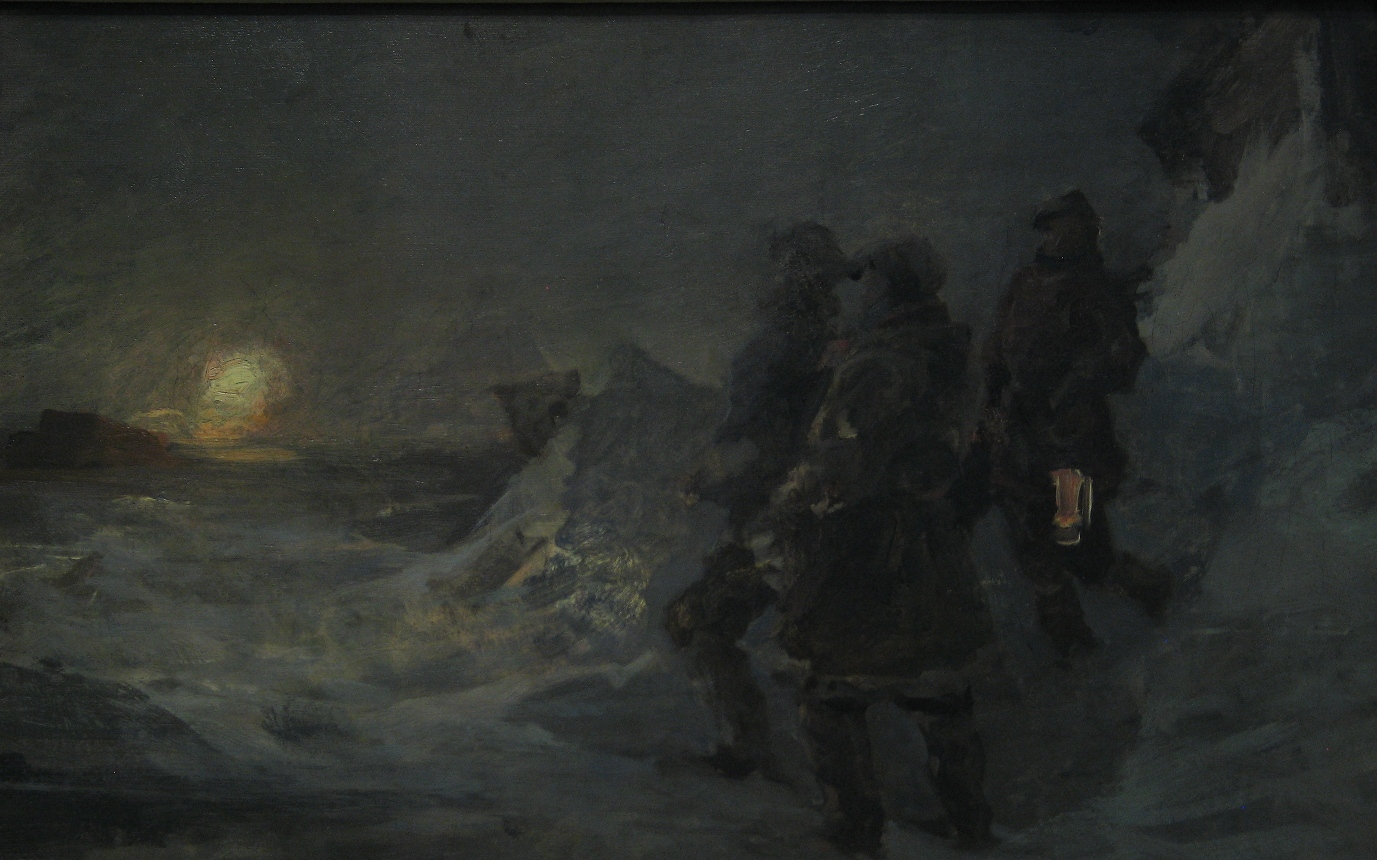
Eislandschaft mit drei Männern (Payer)

Hij ging zich daarop toeleggen op landschapschilderen, waarvoor hij van 1877 tot 1879 schilderen studeerde aan het Städelsches Institut in Frankfurt am Main en van 1880 tot 1882 aan de Akademie der bildenden Künste in München. Van 1884 tot 1890 werkte hij daarop als schilder in Parijs. Hij zou echter steeds minder behagen scheppen in zijn vrouw, die een gezelschapsmens was en overal zijn ervaringen als poolonderzoeker rondbazuinde, wat hem steeds minder zou zijn bevallen. In 1890 scheidde hij daarop van haar, liet zijn beide kinderen achter bij haar en keerde terug naar Wenen om er een schilderschool voor jonge vrouwen te stichten. Hij zou zijn vrouw en kinderen nooit weer zien en briefwisselingen met hen droogden al snel op.
Vanaf 1892 voelde hij zich ziek en begon aan neurasthenie te leiden. Dat jaar vervaardigde hij echter ook zijn meest bekende schilderij Nie zurück ("nooit terug"). Vanaf 1895 toonde hij interesse voor de voorbereidingen voor een Duitse Zuidpoolexpeditie. In 1898 bezocht hij Fridtjof Nansen in Wenen. Een deel van zijn inkomen verdiende hij met voordrachten; en wel 1228 voordrachten in 18 jaar tijd. Hij werkte ook mee aan de Baedeker-reisgids voor Tirol.
In de jaren 1890 kwam zijn dochter Adele, die uit een eerdere relatie stamde, bij hem wonen. Rond 1903 raakte hij weer in de vergetelheid. In dat jaar kreeg hij een jaarlijkse toelage (Gnadengehalt) van 6000 kronen toegekend tot aan zijn dood. Zijn zomervakantie bracht hij regelmatig door in Bad Veldes aan de Veldeser See tussen de Julische Alpen en Karawanken. Hij was een aanhanger van de kuurmethoden van het Riklischen Anstalt (instituut van Rikli) met uitgebreide zomerbaden. Op 26 mei 1912 kreeg hij een beroerte, waardoor hij het vermogen tot spreken verloor en alleen nog kon schrijven. Nadat zijn dochter Adele in het huwelijk trad met een hoofdluitenant vereenzaamde hij steeds meer. Daarop woonde hij in zijn laatste jaren samen met een Weense, die eens een leerling van hem was en die hij ingevoerd had in de kunst van het schilderen. Zij was het grootste deel van haar dag kwijt aan zijn verpleging. Op 29 augustus 1915 stierf Payer in het Sloveense veld aan een hartaanval. Zijn vrouw was zo verdrietig dat ze hem kort na zijn dood vrijwillig navolgde. Op 4 september 1915 werd Payer bijgezet in een eregraf op de begraafplaats Wiener Zentralfriedhof (groep 32 A, nummer 37).
Naar Payer zijn onder andere de Payerhutten op de Ortler in Zuid-Tirol, de Payer-piek en Payerland in Oost-Groenland en het eiland Payer in Frans Jozefland benoemd.